# Ишалка (посёлок)
Иша́лка — посёлок в Красногвардейском районе Оренбургской области России. Входит в состав Пролетарского сельсовета.

## География
Посёлок был основан на берегах реки Ишалки.
В настоящее время в посёлке 3 улицы: Центральная, Заречная, Молодёжная.

## История
В 1890 году небольшая община немцев-меннонитов выкупила у русского села Новоникольского Кузьминовской волости Бузулукского уезда участок земли, принадлежавший купцам Ивану Михайловичу Плеша́нову и Фёдору Фёдоровичу Кра́сикову, на котором расположились 13 селений. Они объединились в одно большое поселение — Новосамарское.
Одним из таких селений стал посёлок Ишалка. В 1892 году, после окончательной покупки земли, в поселение прибыло 212 человек. Изначально в селении была одна улица, направленная с севера на юг, и 22 двора. Бо́льшая часть дворов занимала площадь равной от 30 до 100 десятин. Но были и исключения; так, общая площадь дворов братьев Йохана и Беньямина Фот (нем. Johann und Benjamin Voth) и Арона Ва́ркентина (Aron Wárkentin) равнялась 500 десятинам.
Строительство домов началось с «нижнего» ряда улицы; позднее появились постройки и на «верхнем» ряду. Все дома строились из самана. Отличительной особенностью домов (как и во всех других селениях Новосамарского) было то, что хлев, сарай и сеновал примыкали непосредственно к дому, благодаря чему попасть в них можно было не выходя на улицу.
В каждом доме было по две входных двери: северная (её открывали летом для проникновения свежего прохладного воздуха) и южная (открывавшаяся зимой, так как её меньше заносило снегом). Благодаря тому, что дома были расположены строго по одной линии, при открытии обеих дверей во всех домах «нижнего» ряда улицы, можно было из дверного проёма первого дома увидеть двор последнего.
В 1980-х годах были обустроены гравийная дорога и пешеходные дорожки; основана улица Молодёжная. На тот момент в посёлке было 124 жилых дома, а население составляло около 440 человек.
В 1981 году был проложен центральный водопровод, а в 1988 году проведено центральное отопление.

## Население
| 2005 | 2006 | 2007 | 2008 | 2009 | 2010 | 2011 |
| ---- | ---- | ---- | ---- | ---- | ---- | ---- |
| 430  | ↗448 | ↘428 | ↗440 | ↗451 | ↘410 | ↗457 |

До 1991 года этнический состав посёлка был более или менее однородным и бо́льшую часть населения составляли немцы. Но с падением «Железного занавеса» начался стремительный отток немецкого населения в Германию, что привело к расширению этнического состава посёлка.

## Старосты посёлка
Первыми поселковыми старостами были:
- Якоб Што́ббе (нем. Jakob J. Stóbbe)
- Давид Ре́гер (David Régehr)
- Йохан Вильмс (Johann Willms) и др.

В настоящее время эту должность занимает Ша́ртнер Иван Гергардович

## Инфраструктура
Личное подсобное хозяйство с зоной сельскохозяйственного использования, индивидуальная застройка усадебного типа. Всего в населённом пункте 128 жилых дома.
Основа экономики — сельское хозяйство.

### Экономика
Во времена войны селение входило в состав колхоза им. Чкалова. На полях выращивали просо, овёс, пшеницу, рожь и подсолнечник. В начале и в конце «верхнего» ряда улицы располагались фермы для крупно-рогатого скота по 40 голов в каждой. На «нижнем» ряду располагались две конюшни; в одной содержались рабочие лошади, в другой — более 100 голов племенных. Кроме КРС и лошадей, в колхозе держали свиней, овец и домашних птиц. Пастбища располагались за посёлком возле пруда.
В 1959 году колхоз им. Чкалова вошёл в состав колхоза «Родина».
В 1992 году, после распада колхоза «Родина», шестью учредителями было образовано Крестьянское фермерское хозяйство «Фия».

### Образование
Первая школа в поселении была построена 1899 году, а учителями в ней были: Пётр Де́рксен (нем. Peter Dürksen), Давид Ге́рцен (David Görtzen), Давид Ре́гер (David Régehr) и Юлиус Плетт (Julius Plett).
В 1941 году учительницами были Зара Эннс (Zarah Enns), преподававшая более 30-и лет, и Амалия Што́ббе (Amalie Stóbbe).
В 1945 году учителем физкультуры и военного дела стал вернувшийся с фронта житель села Васильковка — Шкури́нский Тимофей Яковлевич.
В 1980 году была построена новая начальная школа, а здание старой переделали под жилые квартиры.
В 2015 году началось строительство школы-сада.

## Культура
В 1992 году был открыт новый дом культуры с библиотекой и спортивным залом; помещение старого ДК переделали под жилые квартиры.
В 2021 году уроженец Ишалки, отец пятерых сыновей Роман Никкель принял участие в съёмках 9-го сезона телепроекта «Последний герой» и занял первое место. Телетрансляция игры проводилась в феврале-мае того же года на канале ТВ-3.

## Религия
С 1899 по 1912 года воскресные мессы проводились в школе проповедником Петром Што́ббе (нем. Peter Johann Stóbbe), но на более значимые религиозные события (например, пятидесятница, крещение, святое причастие) жители отправлялись в Плешаново.
В 1912 году новым проповедником стал Николай Фри́зен (Nikolai Johann Fríesen), который, кроме всего прочего, один год преподавал в школе. Следующим ответственность за проведение религиозных обрядов принял на себя Генрих Ни́ккель (Heinrich Níckel).
Впоследствии, в связи с приходом к власти коммунистов, религиозная жизнь поселения стала менее насыщенной.
Сейчас в посёлке есть молебный дом.